# 史繼宸
史繼宸（1552年—？），字應之，號念橋，應天府溧陽縣（今江蘇省溧陽市）人，明朝政治人物。

## 生平
萬曆四年（1576年）丙子科應天府鄉試第二名。萬曆五年（1577年）聯捷丁丑科三甲三十六名進士。改翰林院庶吉士。七年九月授户科给事中，九年二月升礼科右，八月升礼科左，十一年正月升四川按察司副使，十四年二月升江西右参政，十六年丁母憂。补福建右参政，二十一年九月升江西按察使，二十七年七月升江西右布政使，轉浙江左布政使，三十四年八月升南京太僕寺卿，十二月考察去职。

## 家族
曾祖父史祚，贈刑科給事中；祖父史徐，曾任指揮使；父親史隆（？-1571年），號鳳橋，曾任南京鴻臚寺署丞。嫡母周氏；繼母蔣氏；生母徐氏（1515年-1588年）。慈侍下。兄史继振，监生，官上林苑署丞。從兄史继志（户部主事）、继书（錦衣衛指挥佥事）。從弟继表、继褒、继袠、继襄。子史可傅、史可信、史可儁。